# Алпайн (округ)
А́лпайн (англ. Alpine [ˈælpaɪn]) — самый маленький по численности населения округ в штате Калифорния. По данным 2007 года, здесь проживает всего 1145 человек. Окружным центром является статистически обособленная местность Маркливилл.
Округ Алпайн расположен в горах Сьерра-Невада между озером Тахо и национальным парком Йосемити.

## История
Округ Алпайн был образован в 1864 году в результате серебряного бума. Он был создан из частей других округов: Амадор, Калаверас, Туалэми и Эль-Дорадо. Численность населения в те времена равнялась примерно 11 000 человек. Однако, к 1868 году залежи серебряной руды иссякли, что привело к оттоку населения из округа.
После серебряной лихорадки экономика округа строилась, в основном, на сельском хозяйстве, скотоводстве и лесозаготовках. При этом население снизилось до 200 человек к 1920-м годам. После открытия горнолыжных курортов в 60-х годах XX века численность населения возросла до сегодняшнего уровня.

## География
Общая площадь округа равняется 1924,4 км²; из них площадь земли: 1914 км² (99,39%); воды: 13 км² (0,61%).
На севере Алпайн граничит с округом Дуглас соседнего штата Невада, на востоке с Моно, на юге с Туалэми, на юго-западе с Калаверасом, на западе с Амадором, на северо-западе с Эль-Дорадо.

### Населенные пункты
В округ Алпайн входят следующие населенные пункты:

#### Статистически обособленные местности
- Алпайн-Виллидж
- Бэр-Валли
- Керквуд
- Маркливилл
- Меса-Виста

#### Невключенные территории
- Вудфордс
- Кейп-Хорн
- Лейк-Алпайн
- Луп
- Маркли-Виллидж
- Пейнсвилл
- Писфул-Пайнс
- Соренсенс
- Фредериксберг
- Шей-Крик-Саммер-Хоум-Ареа

## Демография
По данным переписи 2000 года, население Алпайна составляет 1 208 человек. Плотность равна 2 людям на квадратный километр. Расовый состав местности составил 73,68% белых, 18,87% коренных американцев, 0,58% афроамериканцев, 0,33% азиатов, 0,08% жителей тихоокеанских островов, 1,41% представителей других рас.
Возрастной состав получился следующим: 22,8% — до 18 лет; 10,40% — от 18 до 24 лет; 27,5% — с 25 до 44 лет; 29,3% — от 45 до 64 лет; 9,9% — 65 лет и старше. Средний возраст составил 39 лет. На каждые 100 женщин приходится 110,8 мужчин. На каждые 100 женщин возрастом 18 лет и старше насчитывалось 117,2 мужчин.

## Транспорт

### Автомагистрали
- SR 4
- SR 88
- SR 89

### Аэропорт
В шести километрах к северу от центра делового района статистически обособленной местности Маркливилл расположен Аэропорт округа Алпайн.